# Timothy Cain

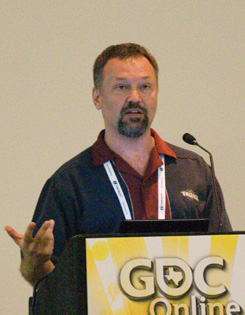
Timothy Cain auf der GDC Online 2010

Timothy Cain, genannt Tim, ist ein US-amerikanischer Computerspielentwickler. Zu seinen bekanntesten Arbeiten zählt die Entwicklung des 1997 erschienenen Computer-Rollenspiels Fallout für Interplay Entertainment. Cain war weiterhin Mitgründer des ehemaligen Entwicklerstudios Troika Games. 2009 wurde er vom Spielemagazin IGN zu den 100 besten Spieleentwicklern aller Zeiten gezählt.

## Ausbildung
Cain besuchte die University of Virginia und eine Graduate School in Kalifornien. In dieser Zeit half er einem Freund bei der Programmierung eines Kartenspiels namens Grand Slam Bridge für Cybron Corporation, das 1986 veröffentlicht wurde. 1989 erlangte er einen Master-Abschluss in Informatik an der University of California, Irvine.

## Karriere als Spieleentwickler
Im August 1991 begann Cain als Freier Mitarbeiter für den kalifornischen Spieleentwickler Interplay als Programmierer an der Erstellung des Editors The Bard’s Tale Construction Set zu arbeiten. Nach Beendigung des Projekts 1991 wurde er in Vollzeit angestellt. Zusammen mit dem damals freischaffenden Artist Leonard Boyarsky arbeitete er als Designer und Programmierer an der Wirtschaftssimulation Wall Street Manager: Die Simulation des Finanzmarktes, die 1993 veröffentlicht wurde.
1994 arbeitete er für mehrere Monate als einziger Angestellter an einem neuen Spiel, aus dem später das postapokalyptische Computer-Rollenspiel Fallout wurde. Er entwickelte das grundlegende Konzept, basierend auf dem Rollenspielregelwerk GURPS und begann mit den Programmierarbeiten an der isometrischen Spiel-Engine. Er übernahm weiterhin die Produzentenrolle von Thomas R. Decker, der zu diesem Zeitpunkt zahlreiche andere Projekte zu überwachen hatte. Nach einem Entwicklungszeitraum von dreieinhalb Jahren wurde Fallout schließlich 1997 veröffentlicht. Während dieser Zeit trug Cain auch beratend zur Programmierung von Stonekeep (1995) bei und half beim Coding von Star Trek: Starfleet Academy (1997). Bevor er Interplay im Januar 1998 verließ, war er an der Entwicklung des Fallout-Nachfolgers Fallout 2 beteiligt, für das er den Handlungsrahmen und einige Designarbeiten beisteuerte.
Zusammen mit seinen Fallout-Kollegen Leonard Boyarsky und Jason D. Anderson gründete er im April 1998 das Entwicklungsstudio Troika Games. Er fungierte als Projektleiter und leitender Programmierer des ersten Projekts Arcanum: Von Dampfmaschinen und Magie, einem Steampunk-/Fantasy-Rollenspiel für Sierra On-Line, das 2001 erschien. Auch für das nächste Projekt, das auf Dungeons & Dragons basierende Rollenspiel Der Tempel des Elementaren Bösen, fungierte er als Projektleiter und gleichzeitig als Lead Designer. Der Titel erschien 2003, nach einer Entwicklungszeit von 20 Monaten, über Atari. Der Titel wurde von der Fachpresse aufgrund seiner zahlreichen Programmfehler stark kritisiert. Obwohl Cain die Entwicklung des Spiels große Freude bereitet hatte, war er über das Endergebnis enttäuscht, da es nicht seinen ursprünglichen Vorstellungen entsprach. Bei Troikas dritten und letztem Projekt, das 2004 von Activision veröffentlichte Vampire: The Masquerade – Bloodlines, half Cain bei der Programmierung aus. Er arbeitete außerdem an dem Pitch eines neuen postapokalyptischen Rollenspiels, für das Troika jedoch keinen Publisher und Finanzier finden konnte. Infolgedessen musste Troika Ende 2004 die meisten Mitarbeiter entlassen und Februar 2005 schließlich die Geschäftstätigkeit mangels Aufträgen einstellen.
Im August 2005 erhielt Cain eine Stelle als Programming Director bei Carbine Studios, wo er an einem Fantasy-MMO für NCSoft arbeitete. Im Oktober 2007 wurde er zum Design Director ernannt. Im Juli 2011 verließ er das Unternehmen.
Im Oktober 2011 wechselte Tim Cain als Senior Programmer zu Obsidian Entertainment. Dort arbeitete er an dem Rollenspiel-Titel Project Eternity (veröffentlicht als Pillars of Eternity), der über die Crowdfunding-Plattform Kickstarter.com finanziert wurde.

## Privatleben
Cain leidet unter erblicher Farbenblindheit. Eigenen Angaben zufolge kann er mittlerweile nur noch deutlich weniger als die Hälfte des Farbspektrums wahrnehmen. Er ist ein passionierter Hobbykoch mit Vorliebe für japanische und chinesische Küche. Am 14. Juli 2011 heiratete er seinen Lebensgefährten Robert Land.

## Ludografie
- The Bard’s Tale Construction Set (1991)
- Wall Street Manager: Die Simulation des Finanzmarktes (1993)
- Star Trek: Starfleet Academy (1997)
- Fallout (1997)
- Fallout 2 (1998)
- Arcanum: Von Dampfmaschinen und Magie (2001)
- Der Tempel des Elementaren Bösen (2003)
- Vampire: The Masquerade – Bloodlines (2004)
- South Park: Der Stab der Wahrheit (2014)
- Pillars of Eternity (2015)
- The Outer Worlds (2019)